# Between the Lines (Stone Temple Pilots)
Between the Lines è un singolo del gruppo rock statunitense Stone Temple Pilots, pubblicato nel 2010 ed estratto dall'album Stone Temple Pilots.